# Abu Saʿid al-Khudri
Abu Saʿid al-Khudri (arabe : أَبُو سَعِيد ٱلْخُدْرِي) était un Compagnon du prophète de l'islam Mahomet et était un des plus jeunes. Son vrai nom était Abu Saʿid Saʿd ibn Malik ibn Sinan Al-Khazraji Al-Khudri (arabe : أَبُو سَعِيد سَعْد بِن مَالِك بِن سِنَان ٱلْخَزْرَجِي ٱلْخُدْرِي). Il appartenait aux Banu Khazraj ainsi qu'aux Ansar, les habitants originaires de Médine. En 625, à l'âge de 13 ans, il voulut partir se battre à la bataille d'Uhud mais ceci lui fut refusé car considéré comme trop jeune. Son père Malik ibn Sinan y trouva la mort et fut considéré comme un « martyr » de la bataille. Ensuite, il participa aux campagnes qui suivirent. Bien qu'une fois, il voyagea en Syrie pour visiter le calife Omeyyade Mu`awiya, il demeura à Médine le reste de sa vie.
A la fin de sa vie, il participa à la bataille d'al-Harrah (en) au Nord-Est de Médine en 683 aux côtés de `Abdullah ibn az-Zubayr contre l'armée Omeyyade dirigée par Yazid ibn Mu`awiyya. Ensuite on ne sait pas exactement à quelle date il mourut, car celle-ci varie selon les récits le concernant. L'avis le plus commun est qu'il serait mort en 693 mais certains disent que ce serait plutôt entre 682 et 684, assassiné par les troupes omeyyades.
Il est souvent cite dans les recueils des Hadiths du Prophète de l'Islam, notamment dans les ouvrages d'al-Bukhari et Muslim. Il rapporta 1 170 narrations, ce qui fait de lui le septième compagnon ayant rapporté le plus de récits. Il est donc considéré comme un des narrateurs les plus prolifiques dans la transmission du hadith par les sunnites.
Les musulmans chiites ont un avis différent des sunnites sur Abu Sa`id. Ils ne rejettent pas systématiquement ses récits mais ont une approche prudente, comme pour Abu Hurayra.